# هاوارد جکسون
هاوارد جکسون (انگلیسی: Howard Jackson؛ ‏ ۸ فوریهٔ ۱۹۰۰ – ۴ اوت ۱۹۶۶) یک آهنگساز، موسیقی‌دان و ترانه‌نویس اهل ایالات متحده آمریکا بود.
از فیلم‌ها یا مجموعه‌های تلویزیونی که وی در آن‌ها نقش داشته‌است می‌توان به در یک شب اتفاق افتاد، یک شب عشق، توئنتی‌اث سنچری، جزیره خشم و نقطه فروپاشی اشاره نمود.